# Lochinver

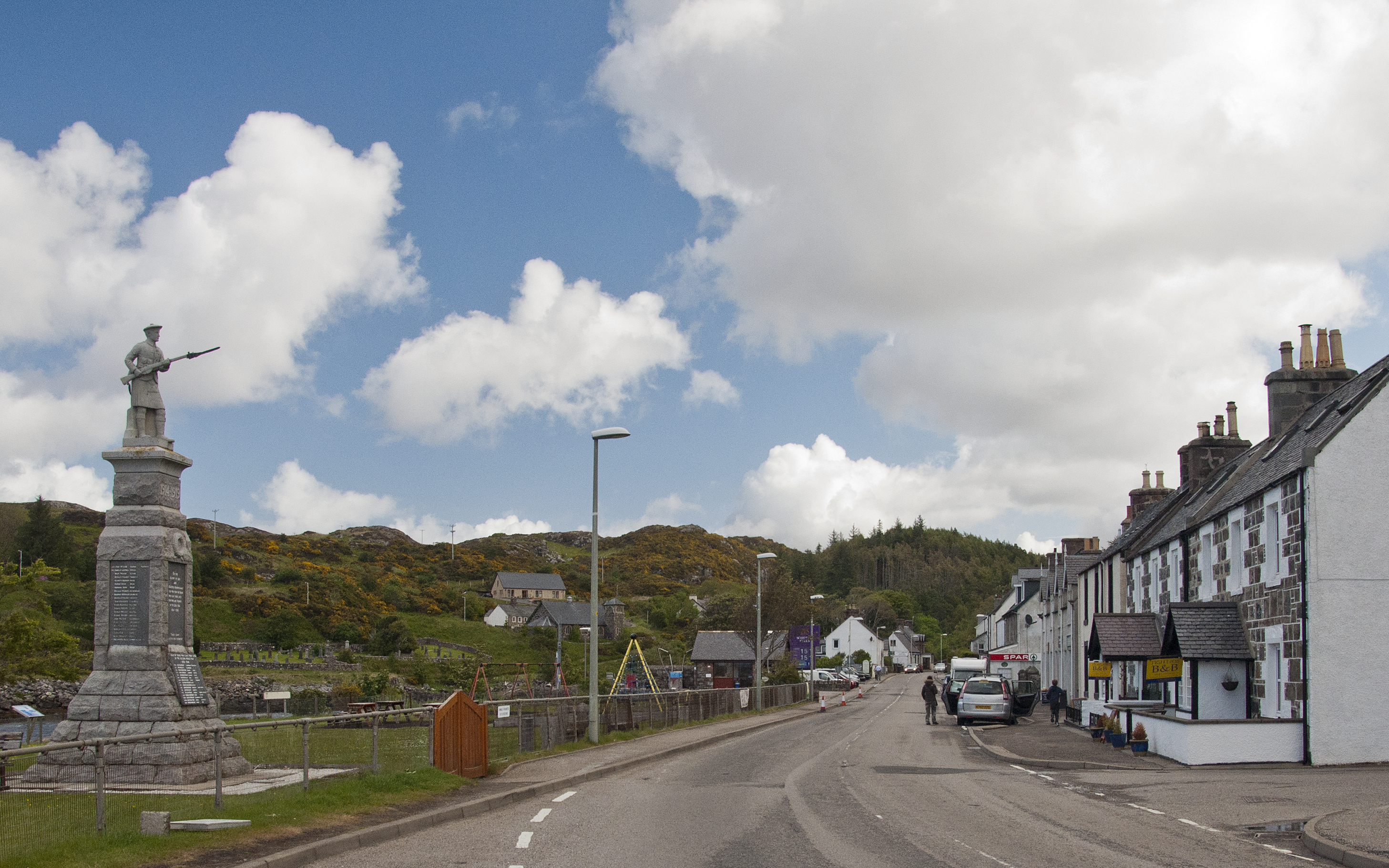
Lochinver vanaf Culag Road

Lochinver (Gaelisch: Loch Inbhir) is een plaatsje aan de westkust van Sutherland in de Highlands van Schotland. Lochinver werd in de 19e eeuw gebouwd als uitvalbasis voor de haringvangst.
Lochinver biedt onderdak aan het Assynt Visitor Centre met informatie over de geologie, fauna en flora en de geschiedenis van Assynt. De hoofdstraat van Lochinver, Culag Road, ligt aan de oostelijke zijde van Loch Inver, genoemd naar de rivier Inver die hier in het loch stroomt.
In het gebied rond Loch Inver liggen vele lochs met als grootste Loch Assynt, die ervoor zorgen dat de streek erg geliefd is bij vissers. In die streek liggen ook veel bergen die niet voldoen aan de term Munro maar een mooi plaatje opleveren. De weg van Lochinver naar Achiltibuie toont het spectaculaire landschap van deze streek. Ook de Falls of Kirkaig, vlak bij Inverkirkaig liggen op deze weg. Lochinver is ook een uitvalbasis om via een noordelijke route Kylesku te bezoeken via Clachtoll en Stoer met de Stoer Head Lighthouse en Old Man of Stoer, Drumbeg en Nedd.
Lochinver is een belangrijke vissershaven die veel wordt bezocht door Franse, Portugese en Spaanse vissersboten. De haven werd in 1992 uitgebreid maar heeft anno 2012 te lijden van de opgelegde visquota.
In het dorp is een gemeente van de Free Presbyterian Church of Scotland gevestigd.

## Bergen in de omgeving van Lochinver
- Stac Pollaidh
- Quinag
- Suilven
- Canisp
- Cul Mòr
- Cul Beag

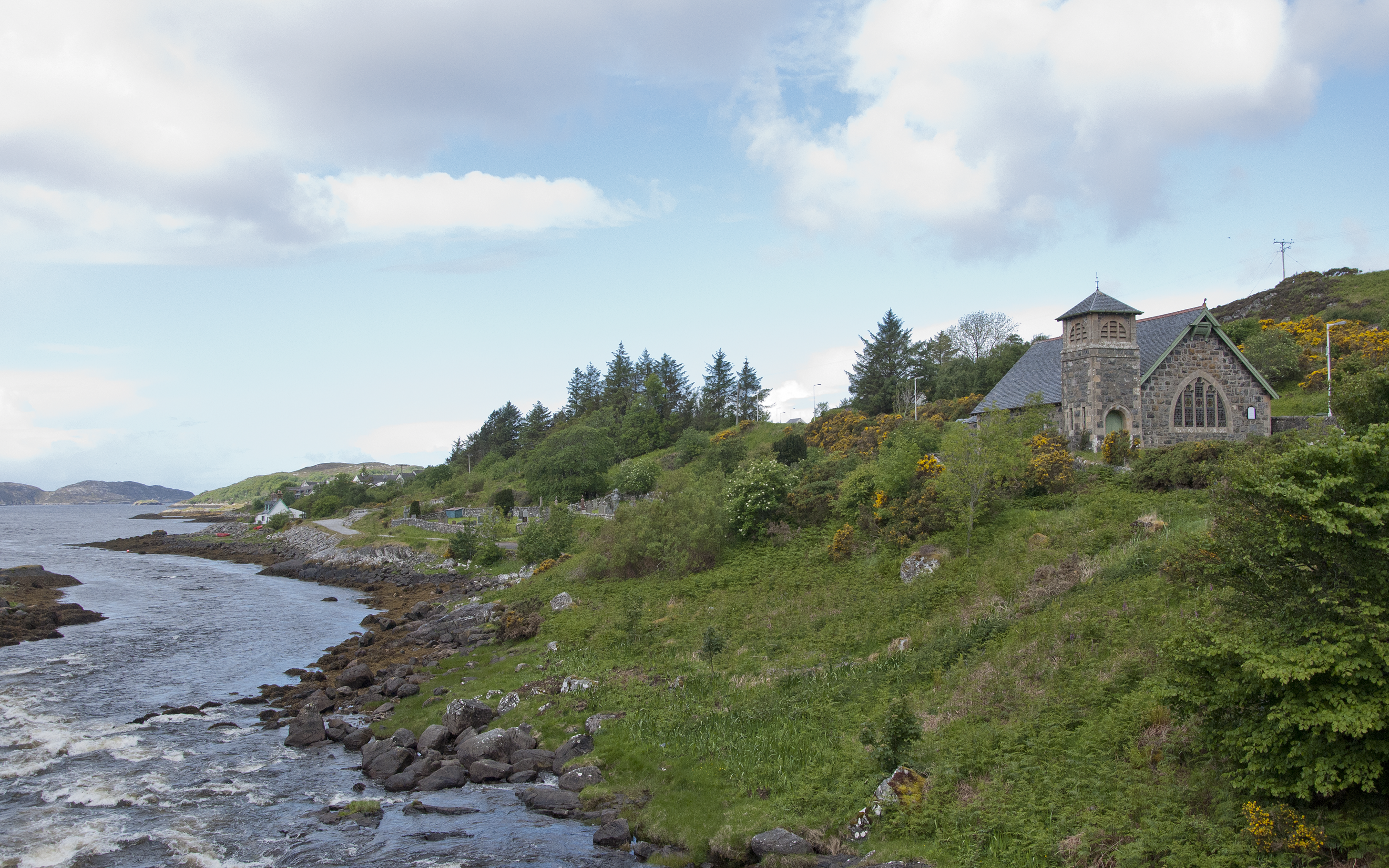
Lochinver vanaf de brug over de Inver en de noordelijke oever van Loch Inver
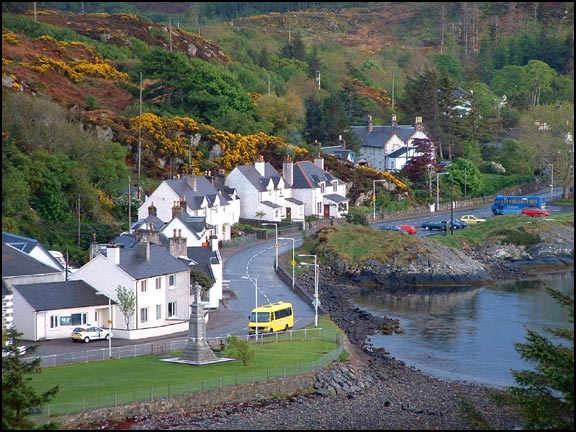
Lochinver
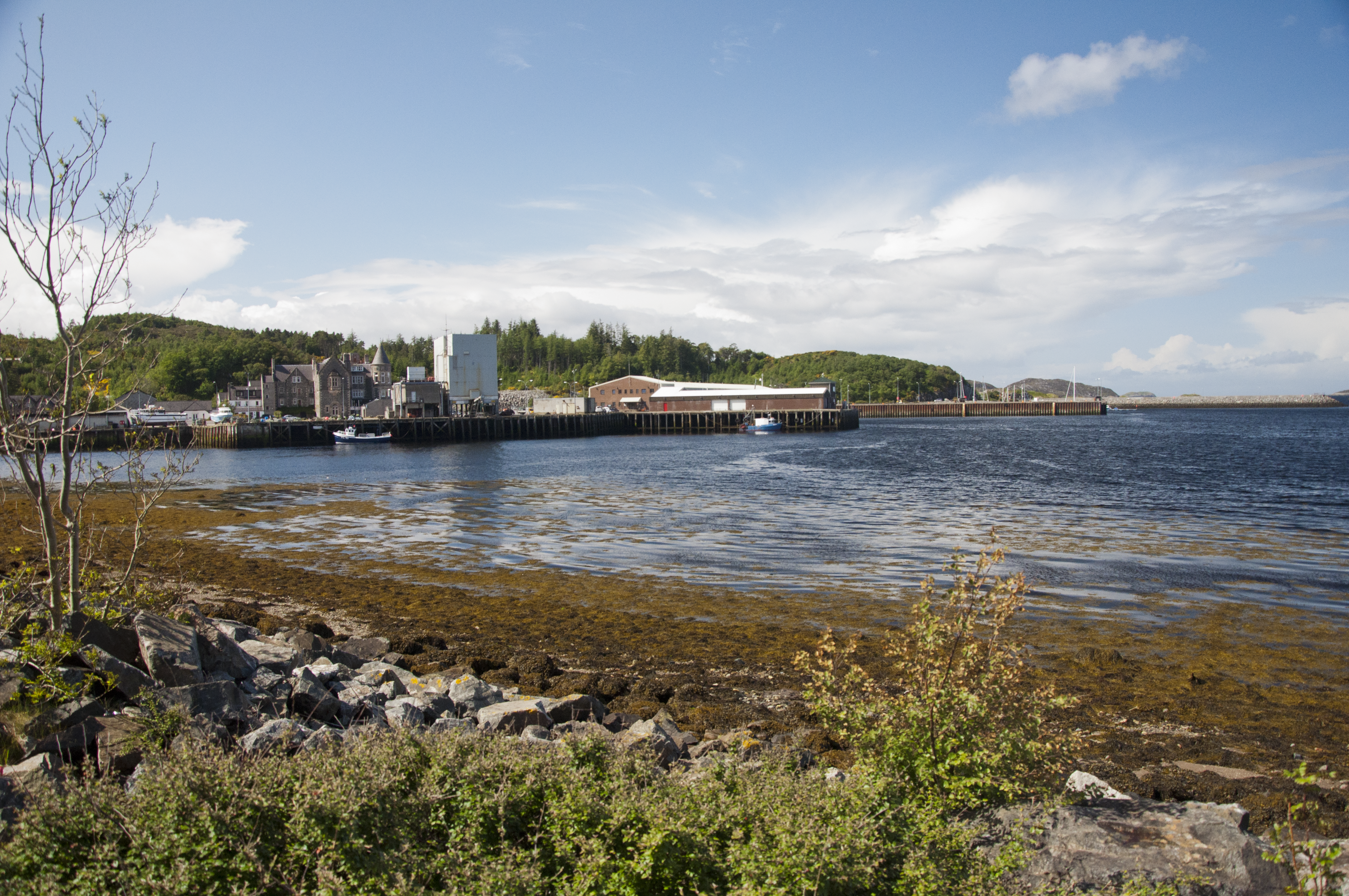
Een nieuwe pier aan de zuidoever met het Culag Hotel